# تاري تاري
تاري تاري (باليابانية: タリ タリ، بالروماجي: Tari Tari) هو مسلسل أنمي ياباني تلفزيوني أصلي، من إخراج وتأليف ماساكازو هاشيموتو، ومن إنتاج استوديو P.A.Works. عرض الأنمي في 1 يوليو عام 2012 واستمر عرضه حتى 23 سبتمبر عام 2012، وتكون من 13 حلقة.

## القصة
تدور أحداث القصة عن حياة خمسة طلاب في المدرسة الثانوية هم أصغر من أن يطلق عليهم بالغين، لكنهم لم يعودوا يفكرون في أنفسهم كأطفال.

## الشخصيات

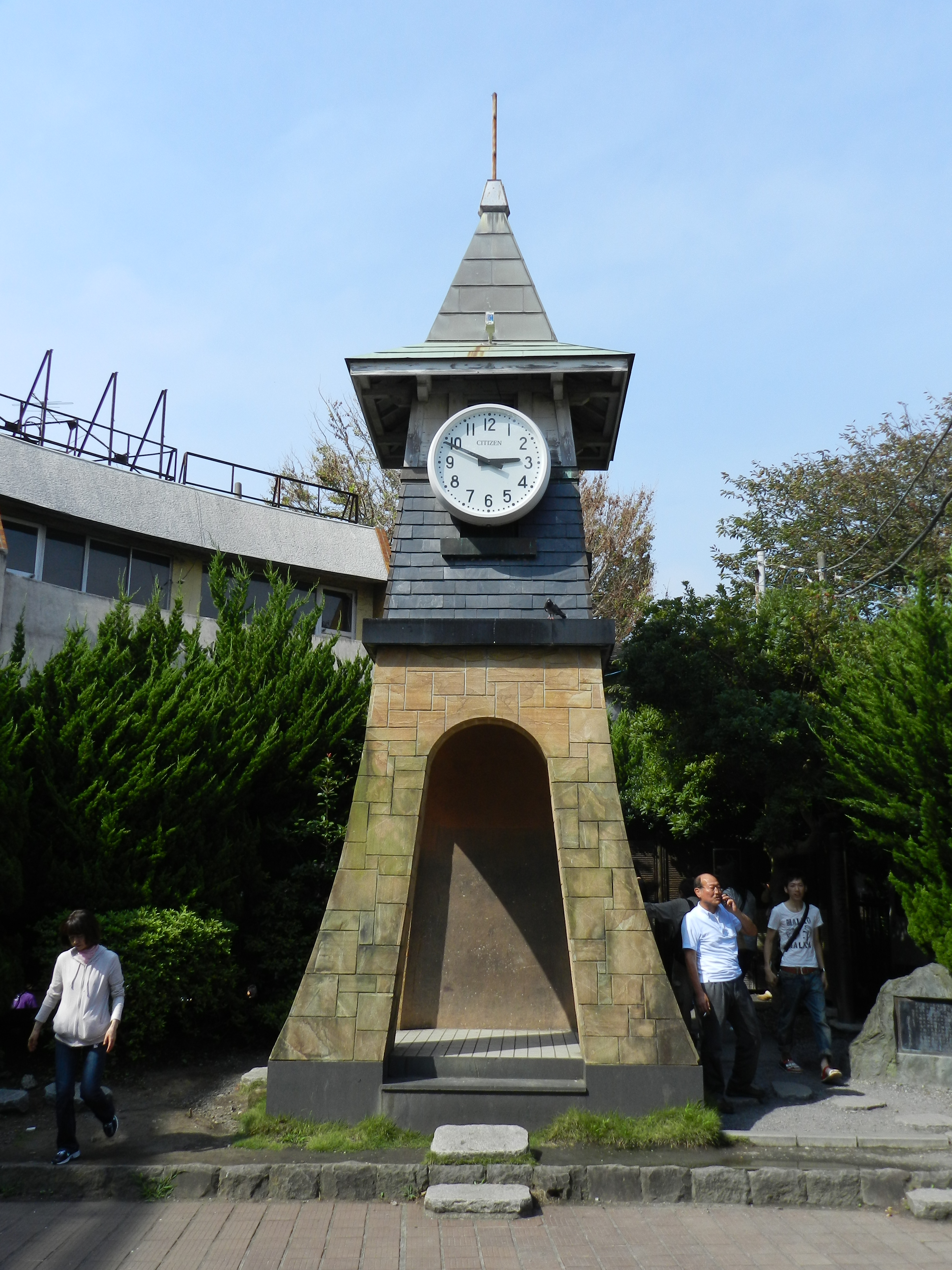
برج الساعة بالقرب من محطة كاماكورا في محافظة كاناغاوا، اليابان

### الشخصيات الرئيسية
واكانا ساكاي (باليابانية: 坂井 和奏، بالروماجي: Sakai Wakana)
أداء صوتي: أياهي تاكاغاكي
كوناتسو مياموتو (باليابانية: 宮本 来夏، بالروماجي: Miyamoto Konatsu)
أداء صوتي: أسامي سيتو
ساوا أوكيتا (باليابانية: 沖田 紗羽، بالروماجي: Okita Sawa)
أداء صوتي: ساوري هايامي
نايتشي تاناكا (باليابانية: 田中 大智، بالروماجي: Tanaka Taichi)
أداء صوتي: نوبوناغا شيمازاكي
أتسوهيرو مايدا / وين (باليابانية: 前田 敦博 / ウィーン، بالروماجي: Maeda Atsuhiro / Wīn)
أداء صوتي: ناتسوكي هاناي

### شخصيات أخرى
كيسوكي ساكاي (باليابانية: 坂井 圭介، بالروماجي: Sakai Keisuke)
أداء صوتي: كينجي هامادا
ماهيرو ساكاي (باليابانية: 坂井 まひる، بالروماجي: Sakai Mahiru)
أداء صوتي: ساياكا أوهارا
ناوكو تاكاكورا (باليابانية: 高倉 直子، بالروماجي: Takakura Naoko)
أداء صوتي: أتسوكو تاناكا
توموكو تاكاهاشي (باليابانية: 高橋 智子، بالروماجي: Takahashi Tomoko)
أداء صوتي: أكيكو كيمورا
ماكوتو مياموتو (باليابانية: 宮本 誠، بالروماجي: Miyamoto Makoto)
أداء صوتي: يوشيتسوغو ماتسوؤكا
شيهو أوكيتا (باليابانية: 沖田 志保، بالروماجي: Okita Shiho)
أداء صوتي: ماميكو نوتو
شويتشي أوكيتا (باليابانية: 沖田 正一، بالروماجي: Okita Shōichi)
أداء صوتي: هيرويوكي كينوشيتا
تايورو إيكيزاكي (باليابانية: 池崎 頼، بالروماجي: Ikezaki Tayoru)
أداء صوتي: كاتسوهيسا هوكي
هاروكا تاناكا (باليابانية: 田中 晴香، بالروماجي: Tanaka Haruka)
أداء صوتي: أياكو كاواسومي

## وصلات خارجية
- الموقع الرسمي باللغة اليابانية
- تاري تاري على موقع IMDb (الإنجليزية)
- تاري تاري على موقع كينوبويسك (الروسية)
- تاري تاري على موقع قاعدة بيانات الفيلم (الإنجليزية)
- تاري تاري على موقع ANN anime (الإنجليزية)